# Commanderie de l'Hôpital
La commanderie de l'Hôpital est une commanderie située à Montpezat-sous-Bauzon, en France.

## Localisation
La commanderie est située sur la commune de Montpezat-sous-Bauzon, dans le département français de l'Ardèche.

## Historique
L'édifice est inscrit au titre des monuments historiques en 1963.